# Герасим (Михалеас)
Митрополи́т Гера́сим Михале́ас (греч. Μητροπολίτης Γεράσιμος Μιχαλέας; род. 2 августа 1945, Каламата, Греция) — епископ Константинопольской православной церкви, митрополит Сан-Францисский (с 2005).

## Биография
Родился 2 августа 1945 года в Каламате, в Греции, в семье Николаоса и Анастасии Михалеас. Там он получил начальное и среднее образование. Успешно завершив среднее образование, он уехал учиться в США.
В 1969 году поступил в Греческом колледже в Бруклайне, который окончил в 1973 году с отличием и степенью бакалавра гуманитарных наук. В том же году продолжил обучение в Богословской школе Святого Креста в Бруклайне, который окончил с отличием и степенью магистра богословия (M.Div).
В 1977 году поступил работать в администрацию Греческого колледжа Святого Креста, выступая в качестве регистратора до 1979 года. Во время своего пребывания на этом посту он организовал и обновил Канцелярию регистратора, создав Управление по приёму и документации для школы (Office of Admissions and Records for the school).
16 декабря 1979 года был рукоположён в сан диакона и до 1996 года служил архидиаконом при архиепископе Нью-Йоркском Иакове (Кукузисе). С 1980 по 1986 и с 1990 по 1998 годы был в должности декана Богословской школы Святого Креста.
В 1993 году получил степень доктора философии и преподавал в ряде вузов США.
11 ноября 2001 года решением Священного Синода избран викарием архиепископа Американского Димитрия (Тракателлиса) с титулом Кратейский.
2 февраля 2002 года в Соборе Святой Троицы на Манхэттене был рукоположен в сан пресвитера.
9 февраля того же года в сан титулярного епископа Кратейского, викария Американской архиепископии. Хиротонию совершили: архиепископ Американский Димитрий (Тракателлис), архиепископ на покое Иаков (Кукузис), митрополит Айноский Максим (Айоргусис), епископ Атлантский Алексий (Панайотопулос) и епископ Диоклийский Каллист (Уэр).
22 февраля 2005 года избран митрополитом Сан-Францисским.
6 декабря 2022 года успешно перенёс  операцию на сердце.